# 裸新热鳚
裸新热鳚（学名：Neoclinus nudus），又名旗鳚、狗鰷，为辐鳍鱼纲鳚形目旗鳚科新熱鳚屬下的一个种。该物种分布于西太平洋海域，包括日本本土、琉球群岛、台湾等地，深度0至4公尺，雄性体长可达5.2公分，雌性则可达4.6公分，栖息于岩礁，生活习性不明。